# Мустатунтури
Мустатунтури (от фин.  лат. Mustatunturi → musta = чёрный, tunturi = тундра/фьельд/безлесная гора; колтта-саам.  Čaʹppestuõddâr, Чаʹппестуыддар), иногда также Муста-Тунтури — фьельд, который отделяет полуостров Средний от материка.

## География
Хребет Мустатунтури пролегает по континентальной части перешейка между материком и полуостровом Средним с запада на восток. Длина хребта — 9 км. Абсолютная высота находится около губы Малой Волоковой — 262 м, затем она понижается до 93 м. Сопки — пологие в сторону материка. В сторону полуострова Среднего в основном — обрывистые склоны и утёсы с крутыми уступами. С северной стороны (то есть со стороны полуостровов Среднего и Рыбачьего), около моря, хребет резко обрывается.
Хребет Мустатунтури состоит в основном из гранита.

## История
В 1920—1939 годах в этом месте проходила граница с Финляндией по Тартускому мирному договору между РСФСР и Финляндией. Она проходила по оси полуостровов Среднего и Рыбачьего. После Финской войны согласно Московскому договору 1940 года граница была передвинута западнее хребта на восемь километров.
Во время Великой Отечественной войны более трёх лет в этом месте проходила линия фронта. При этом по южным склонам хребта располагались немецкие войска, а по северным — советские.

«…кто владеет Рыбачьим и Средним, тот держит Кольский залив. Без Кольского залива Северный флот существовать не может»— дневник адмирала А. Г. Головко
Хребет Мустатунтури был самым северным участком фронта в Великую Отечественную войну. Хребет Мустатунтури — единственное место, где немецкие войска были остановлены в первый день наступления (29 июня 1941) и затем не сумели продвинуться до окончания боевых действий в Заполярье.
При штурме хребта Мустатунтури четверо воинов повторили подвиг Александра Матросова: Алексей Клепач, Леонид Мустейкис, Пётр Бобрецов и Александр Данильченко.
Во время Петсамо-Киркенесской операции 10 октября 1944 года соединения Северного флота (12‑я и 63‑я бригады морской пехоты) прорвали оборону противника именно на этом участке фронта. У подножия Малой сопки находится братское кладбище погибших.

## В литературе
В этих местах происходят события, описанные К. Симоновым в поэме «Сын артиллериста», а также В. Пикулем в романе «Океанский патруль».
Книга «Осиротевшие берега» М. Г. Орешеты описывает события на Мустатунтури, полуостровах Средний и Рыбачий во время войны.
Трилогия Николая Манацкова "Чёрный мох Муста-Тунтури".